# Pataliputra
Pataliputra (IAST: Pāṭaliputra), lângă Patna de astăzi, a fost un oraș din India Antică, construit inițial de cârmuitorul Magadhăi Ajatashatru în 490 î.Hr., ca o mică cetate (Pāṭaligrāma) lângă râul Gange. Udayin a întemeiat orașul Pataliputra la confluența a două râuri, Son și Gange. Și-a mutat capitala de la Rajgriha la Pataliputra datorită locației centrale în imperiul său a acesteia din urmă.
A devenit capitala unor puteri majore ale Indiei Antice, cum ar fi Imperiul Shishunaga (c. 413 -345 î.Hr.), Imperiul Nanda (c. 460 or 420 – c. 325 BCE ), Imperiul Maurya (c. 320 î.Hr.), Imperiul Gupta (c. 320 d.Hr.) și Imperiul Pala (c. 750 –1200 d.Hr.). În perioada Maurya a devenit unul dintre cele mai mari orașe din lume. După cum spune diplomatul, călătorul și istoricul grec Megasthenes, în timpul Imperiului Maurya (c. 320 –180 î.Hr.) a fost printre primele orașe din lume care au avut o formă foarte eficientă de autoguvernare locală. Locația sitului a fost identificată pentru prima dată în timpurile moderne în 1892 de Laurence Waddell, publicată ca Discovery Of The Exact Site Of Asoka's Classic Capital. S-au efectuat săpături arheologice extinse în vecinătatea orașului modern Patna. Săpăturile din jurul Patnei de la începutul secolului al XX-lea au scos la iveală urme clare ale unor ziduri mari de fortificație, inclusiv armături de lemn.